# Bombardier (przedsiębiorstwo)
Bombardier Inc. ([bɔ̃baʁdje]) – kanadyjski koncern specjalizujący się w produkcji i budowie samolotów, lokomotyw, wagonów kolejowych, wagonów tramwajowych i wagonów metra.
Koncern został założony w 1942 przez Josepha-Armanda Bombardiera, wynalazcę nowoczesnego skutera śnieżnego.